# Pułk czernihowski
Pułk czernihowski (ukr. Чернігівський полк) – jednostka podziału administracyjno-terytorialnego i wojskowego Hetmanatu, funkcjonująca w latach 1648–1782. Miastem pułkowym był Czernihów.

## Historia
Pułk powstał w 1648 r. w czasie powstania Chmielnickiego. Wg rejestru z 1649 r. pułk liczył 7 sotni i 997 kozaków. Z biegiem czasu terytorium pułku powiększyło się i w 1782 r. pułk składał się z 16 sotni; były to sotnia czernihowska, wybelska, słabynska, biłouska, roiska, lubecka, horodnycka, sedniwska, bereznynska, stolynska, syńawska, kyseliwska, menska, wołynska, sosnycka i ponurnycka.
W 1782 r. pułk został zlikwidowany, a jego terytorium włączono do namiestnictwa czernihowskiego.